# 로젤리나
로젤리나(영어: Rosalina, 일본어: ロゼッタ, 일본명 로제타)는 마리오 시리즈의 등장인물이다.

## 치코
이상하면서도 색깔이 가지가지한 말괄량이 아기 별.

## 개요
슈퍼 마리오 갤럭시에서 첫 번째로 등장한다. 별똥별 천문대의 주인이며, 치코를 돌봐준다. 슈퍼 마리오 갤럭시에서는 마리오에게 쿠파의 의해 잃어버린 파워스타와 그랜드스타를 찾아주는 것을 부탁한다. 어렸을적에 엄마를 일찍 여의어 로젤리나는 어린마음에 상처를 입고 엄마를 찾으러 다니던 베이비 치코와 만나 모험을 떠나게 된다. 그렇게 로젤리나는 치코들의 엄마가 되고 별똥별 천문대를 만들어 어딘가에 있을 치코들의 엄마를 찾으러 다니다가 마리오를 만난것이다.
외모는 한쪽 눈을 가리는 장발의 금발머리이며 약간 민트빛의 하늘색 드레스를 입고 있다. 상당한 장신으로 거의 190cm~225cm를 웃돈다. 마리오는 로젤리나의 다리정도 높이에 불과하며 루이지도 로젤리나의 턱 정도 높이에 불과하다. 대난투 스매시브라더스 시리즈의 등장인물 중 인간 중에서는 가논돌프 다음으로 키가 크다.

## 제작비화
원래는 평범한 공주 캐릭터를 각 색깔별로 만들고 외형도 비슷하게 만들기로 기획했다. 하지만 닌텐도의 디자인 담당 직원 중 한 사람이 체중이 중량급인 공주 캐릭터를 만들면 어떻겠냐는 아이디어를 냈는데 그렇다고 히로인을 비만으로 만들 수는 없어서 키를 엄청 크게 만들었고 그렇게 만들어진 캐릭터가 로젤리나이다. 그래서인지 마리오 카트 Wii에 등장했을 땐 쿠파와 같은 무제한급 캐릭터였다.

## 베이비 로젤리나
베이비 로젤리나(영어: Baby Rosalina)는 마리오 시리즈의 등장인물이며, 로젤리나의 아기 버전이다.
베이비 로젤리나는 마리오 카트 8에 처음 등장하고, 경량급 캐릭터 등장인물로 등장한다.  슈퍼 마리오 3D 월드에서도 로젤리나가 다치면 베이비 로젤리나가 된다.